# 基尔斯巴赫
基尔斯巴赫是德国莱茵兰-普法尔茨州的一个市镇。总面积3.41平方公里，总人口77人，其中男性46人，女性31人（2011年12月31日），人口密度23人/平方公里。